# Uwe Conrath
Uwe Conrath (* 28. Dezember 1961 in Neunkirchen) ist ein deutscher Naturwissenschaftler (Biologe), Universitätsprofessor und Unternehmer. Seine Forschungsschwerpunkte sind die Physiologe, Biochemie und Molekularbiologie der Pflanzen mit einem Schwerpunkt beim pflanzlichen Immunsystem und dem Pflanzenschutz. 

## Leben
Uwe Conrath wuchs in Limbach (heute Ortsteil von Kirkel) in der Nähe von Homburg auf. Von 1983 bis 1989 studierte er Biologie an der Universität Kaiserslautern. Die Forschungsarbeiten für seine Diplomarbeit über die Chitosan-induzierte Biosynthese von Cumarinderivaten und von Callose in Suspensionszellen von Petersilie führte er in der Arbeitsgruppe von Heinrich Kauss durch. 1992 wurde er zum Dr. rer nat. im gleichen Labor promoviert. Der Titel seiner Dissertation lautet Erkennung und Umsetzung von Signalen bei der Induktion der Cumarinsekretion von Petersilie-Suspensionszellen. Der Promotion schloss sich ein Postdoc-Aufenthalt bei Daniel F. Klessig an der Rutgers University in New Jersey (USA) an, von der er 1995 nach Kaiserslautern zurückkehrte, um eine Stelle als Wissenschaftlicher Assistent anzutreten. 1999 wurde er mit seiner Schrift Untersuchungen zu den Wirkmechanismen von Salicylsäure bei der systemisch erworbenen Krankheitsresistenz von Pflanzen im Fachbereich Biologie der Universität Kaiserslautern habilitiert und erhielt die Venia legendi für das Fach Botanik. Von 2002 bis 2003 war er Vertretungsprofessor für Molekularbiologie der Pflanzen am Institut für Zelluläre & Molekulare Botanik der Universität Bonn.
Im Jahr 2004 wurde Conrath zum Universitätsprofessor für Biochemie und Molekularbiologie der Pflanzen am Institut für Molekulare Pflanzenphysiologie der RWTH Aachen berufen. Im Jahr 2021 gründete er mit einigen Mitstreitern das Startup-Unternehmen AgPrime GmbH mit Sitz in Baesweiler. 
Conrath hat sich auf den frühen Stufen seiner Karriere mit der Erkennung und Weiterleitung von Signalmolekülen aus Pathogenen in Pflanzenzellen beschäftigt. Später hat er sich zunehmend in die so genannte „systemisch erworbene Resistenz“ (systemische Immunität) von Pflanzen gegen Krankheitserreger eingearbeitet. Vor allem die Aufklärung von molekularen Mechanismen des so genannten „Abwehr-Primings“ bei der systemisch erworbenen Krankheitsresistenz von Pflanzen hat international Beachtung gefunden. Dazu zählen auch neuere Forschungsarbeiten zur Rolle von Chromatin-Änderungen beim „Abwehr-Priming“. Conrath beschäftigt sich darüber hinaus mit der sogenannten „Nichtwirt-Resistenz“ von Pflanzen (v. a. am Modellsystem Arabidopsis thaliana), dem Asiatischen Sojabohnenrost und natürlichen Quellen pflanzlicher Krankheitsresistenz. Ein weiterer aktueller Schwerpunkt der Forschung von Conrath liegt bei der Agrarbiotechnologie und beim umweltfreundlichen Pflanzenschutz.
Conrath hat zahlreiche Artikel in wissenschaftlichen Fachzeitschriften veröffentlicht und hält zahlreiche Patente. Er ist Mitglied mehrerer wissenschaftlicher Organisationen, darunter der American Association for the Advancement of Science und der Deutschen Botanischen Gesellschaft. Er leitete den Arbeitskreis Wirt-Parasit-Beziehungen der Deutschen Phytomedizinischen Gesellschaft e.V. (2006–2014) und war Fachkollegiat der Deutschen Forschungsgemeinschaft (2016–2020). 

## Ehrungen und Auszeichnungen
- 2014 Rudolf Heitefuß-Auszeichnung für wissenschaftliche Leistungen (vormals Wissenschaftspreis) der Deutschen Phytomedizinischen Gesellschaft e.V. für seine Forschungsarbeiten auf dem Gebiet des „Abwehr-Primings“.[2]
- 2014 Innovationspreis der RWTH Aachen